# Saint-Laurent, Lot-et-Garonne

Saint-Laurent este o comună în departamentul Lot-et-Garonne din sud-vestul Franței. În 2009 avea o populație de 468 de locuitori.

## Evoluția populației
| An        | 1975 | 1982 | 1990 | 1999 | 2006 | 2009 |
| --------- | ---- | ---- | ---- | ---- | ---- | ---- |
| Populație | 529  | 450  | 501  | 503  | 492  | 468  |